# Kanadische Unterhauswahl 1921
- Prog: 58
- UF: 3
- Lib: 118
- Unabh.: 4
- Kons: 49
- Sonst.: 3

Die 14. kanadische Unterhauswahl (englisch 14th Canadian General Election, französisch 14e élection fédérale canadienne) fand am 6. Dezember 1921 statt. Gewählt wurden 235 Abgeordnete des kanadischen Unterhauses (engl. House of Commons, frz. Chambre des Communes). Die unionistische Koalition, die Kanada gegen Ende des Ersten Weltkriegs regiert hatte, war zerbrochen. An ihre Stelle trat die Liberale Partei, angeführt von William Lyon Mackenzie King, dem dominierenden Politiker des folgenden Vierteljahrhunderts. Die neu entstandene Progressive Partei wurde zweitstärkste Kraft und ließ die Konservative Partei hinter sich.

## Die Wahl
Seit der Unterhauswahl 1911 war das Land von den Konservativen regiert worden, unter der Führung von Robert Borden und Arthur Meighen. Während des Ersten Weltkriegs schlossen sich die Konservativen mit Liberalen, die für die Wehrpflicht eintraten, zusammen und bildeten die Unionistische Partei. Zahlreiche liberale Abgeordnete, die meisten davon aus Québec, blieben loyal zu Wilfrid Laurier. Nach Lauriers Tod wurde William Lyon Mackenzie King neuer Parteivorsitzender der Liberalen.
Eine Reihe westkanadischer Unionisten (ehemalige Liberale), verließen aus Protest gegen hohe Zölle auf landwirtschaftliche Produkte die unionistische Koalition. Diese von Thomas Crerar angeführte Gruppe bildete daraufhin die Progressive Partei. Ebenfalls an dieser Wahl beteiligten sich Vertreter der Arbeiterbewegung, allen voran James Shaver Woodsworth, die nach dem Winnipeg-Generalstreik von 1919 eine politische Bewegung bildeten. Arthur Meighen hatte bei der gewalttätigen Niederschlagung des Streiks eine Schlüsselrolle gespielt und sich den Zorn der Gewerkschaften zugezogen.
Meighen versuchte, aus der Unionistischen Partei eine dauerhafte Allianz von Tories und Liberalen zu machen, indem er sie in National Liberal and Conservative Party umbenannte. Doch der Namenswechsel scheiterte und die meisten unionistischen Liberalen kehrten entweder zu ihrer alten Partei zurück oder schlossen sich der neuen Progressiven Partei an. Neben den Arbeiterunruhen und den Landwirtschaftszöllen in den Prärieprovinzen hatte auch die Wehrpflichtkrise von 1917 einen negativen Einfluss auf die Konservative Partei, da sie in Québec praktisch unwählbar geworden war.
Das Wahlergebnis brachte eine Dreiteilung. Die Liberalen gewannen 118 Sitze, ein Sitz über der absoluten Mehrheit. Erfolgreich waren sie insbesondere in Québec, in den Seeprovinzen und in einem Teil Ontarios. Die Progressive Partei dominierte im Westen und in etwa einem Drittel von Ontario, gewann aber in den weiter östlich gelegenen Provinzen nur einen einzigen Sitz. Die Konservativen verloren zwei Drittel ihrer Sitze; erfolgreich waren sie fast ausschließlich in Ontario und British Columbia.
Nachdem bei der Unterhauswahl 1917 bereits die weiblichen Verwandten von in Europa stationierten Soldaten wahlberechtigt gewesen waren, wurde das Wahlrecht auf Bundesebene nun auf alle Frauen ausgedehnt (in den Provinzen galten unterschiedliche Regelungen). Vier Frauen kandidierten, Agnes Macphail von der Progressiven Partei wurde erste weibliche Unterhausabgeordnete in Kanada.
Die Wahlbeteiligung betrug 67,7 %.

## Ergebnisse

### Gesamtergebnis

Übersicht der Provinzen und Territorien

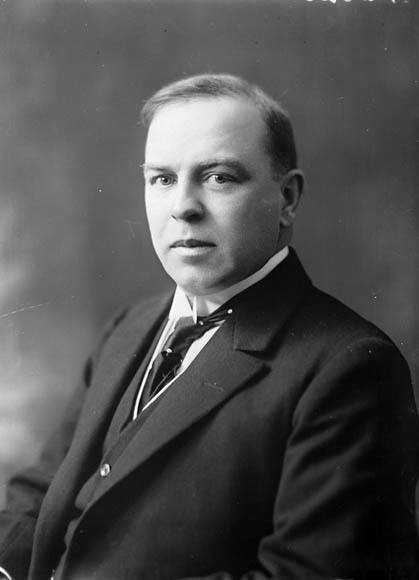
Mackenzie King

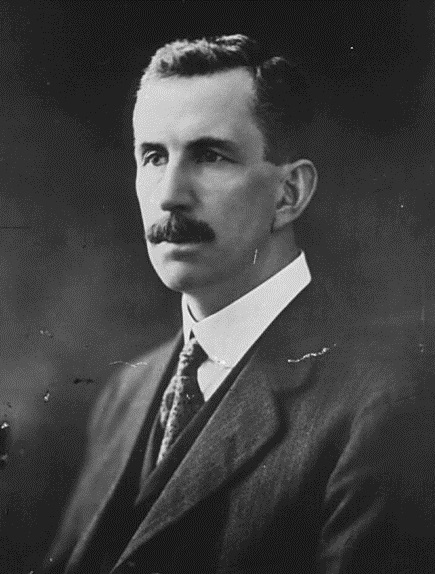
Thomas Crerar

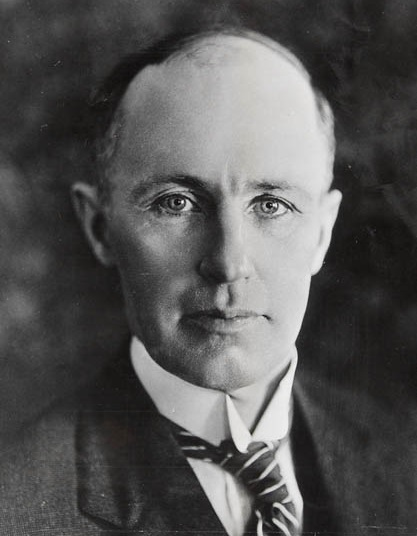
Arthur Meighen

| Partei | Partei                    | Vorsitzender                | Kandi- daten | Sitze 1917 | Sitze 1921 | +/−   | Stimmen   | Wähler- anteil | +/−       |
| ------ | ------------------------- | --------------------------- | ------------ | ---------- | ---------- | ----- | --------- | -------------- | --------- |
|        | Liberale Partei           | William Lyon Mackenzie King | 204          | 082        | 118        | + 036 | 1.285.998 | 41,15 %        | + 2,35 %  |
|        | Progressive Partei        | Thomas Crerar               | 137          |            | 058        | + 058 | 658.976   | 21,09 %        | + 21,09 % |
|        | Konservative Partei       | Arthur Meighen              | 204          | 153        | 049        | − 104 | 935.651   | 29,95 %        | − 26,98 % |
|        | Labour Party              | James Shaver Woodsworth     | 028          |            | 003        | + 003 | 85.388    | 2,73 %         | + 0,90 %  |
|        | Unabhängige               |                             | 045          |            | 002        | + 002 | 94.901    | 3,04 %         | + 2,40 %  |
|        | United Farmers of Alberta |                             | 002          |            | 002        | + 002 | 22.251    | 0,71 %         | + 0,71 %  |
|        | Unabhängige Konservative  |                             | 002          |            | 001        | + 001 | 12.359    | 0,40 %         | + 0,40 %  |
|        | United Farmers of Ontario |                             | 001          |            | 001        | + 001 | 3.919     | 0,13 %         | + 0,13 %  |
|        | Unabhängige Progressive   |                             | 001          |            | 001        | + 001 | 3.309     | 0,12 %         | + 0,12 %  |
|        | nicht bekannt             |                             | 009          |            |            |       | 15.293    | 0,49 %         | + 0,29 %  |
|        | Sozialistische Partei     |                             | 001          |            |            |       | 3.094     | 0,10 %         | + 0,10 %  |
|        | Unabhängige Liberale      |                             | 001          |            |            |       | 2.764     | 0,09 %         | − 0,32 %  |
| Gesamt | Gesamt                    | Gesamt                      | 635          | 235        | 235        |       | 3.132.903 | 100,0 %        |           |

### Ergebnis nach Provinzen und Territorien
| Partei      | Partei                    | Partei      | BC   | AB   | SK   | MB   | ON   | QC   | NB   | NS   | PE   | YK   | Gesamt |
| ----------- | ------------------------- | ----------- | ---- | ---- | ---- | ---- | ---- | ---- | ---- | ---- | ---- | ---- | ------ |
|             | Liberale Partei           | Sitze       | 3    |      | 1    | 3    | 21   | 65   | 5    | 16   | 4    |      | 118    |
|             | Liberale Partei           | Anteil in % | 29,9 | 15,8 | 18,7 | 18,9 | 30,1 | 70,2 | 50,2 | 52,4 | 45,7 | 47,6 | 41,2   |
|             | Progressive Partei        | Sitze       | 3    | 8    | 15   | 11   | 20   |      | 1    |      |      |      | 58     |
|             | Progressive Partei        | Anteil in % | 11,7 | 39,6 | 61,7 | 41,9 | 25,6 | 3,1  | 8,7  | 10,2 | 12,3 |      | 21,1   |
|             | Konservative Partei       | Sitze       | 7    |      |      |      | 36   |      | 5    |      |      | 1    | 48     |
|             | Konservative Partei       | Anteil in % | 47,9 | 20,3 | 16,3 | 24,4 | 38,8 | 18,5 | 39,4 | 32,3 | 37,2 | 51,1 | 30,0   |
|             | Labour Party              | Sitze       |      | 2    |      | 1    |      |      |      |      |      |      | 3      |
|             | Labour Party              | Anteil in % | 6,8  | 11,1 | 0,8  | 5,7  | 2,3  | 0,7  |      | 3,5  | 4,8  |      | 2,7    |
|             | Unabhängige               | Sitze       |      |      |      |      | 2    |      |      |      |      |      | 2      |
|             | Unabhängige               | Anteil in % | 3,5  |      |      | 7,4  | 1,9  | 6,6  | 1,7  |      |      | 1,3  | 3,0    |
|             | United Farmers of Alberta | Sitze       |      | 2    |      |      |      |      |      |      |      |      | 2      |
|             | United Farmers of Alberta | Anteil in % |      | 12,9 |      |      |      |      |      |      |      |      | 0,7    |
|             | Unabhängige Konservative  | Sitze       |      |      |      |      | 1    |      |      |      |      |      | 1      |
|             | Unabhängige Konservative  | Anteil in % |      |      |      |      | 0,9  | 0,3  |      |      |      |      | 0,4    |
|             | United Farmers of Ontario | Sitze       |      |      |      |      | 1    |      |      |      |      |      | 1      |
|             | United Farmers of Ontario | Anteil in % |      |      |      |      | 0,3  |      |      |      |      |      | 0,1    |
|             | Unabhängige Progressive   | Sitze       |      |      |      |      | 1    |      |      |      |      |      | 1      |
|             | Unabhängige Progressive   | Anteil in % |      |      |      |      | 0,3  |      |      |      |      |      | 0,1    |
|             | nicht bekannt             | Anteil in % | 0,4  | 0,2  | 2,4  |      |      | 0,6  |      | 1,6  | 5,2  |      | 1,0    |
|             | Sozialistische Partei     | Anteil in % |      |      |      | 1,8  |      |      |      |      |      |      | 0,1    |
|             | Unabhängige Liberale      | Anteil in % |      |      |      |      | 0,2  |      |      |      |      |      | 0,1    |
| Sitze total | Sitze total               | Sitze total | 13   | 12   | 16   | 15   | 82   | 65   | 11   | 16   | 4    | 1    | 235    |